# Ernodes macahelensis
Ernodes macahelensis är en nattsländeart som beskrevs av Füsun Sipahiler 1997. Ernodes macahelensis ingår i släktet Ernodes och familjen sandrörsnattsländor. Inga underarter finns listade i Catalogue of Life.